# Data.bnf.fr
Pour un article plus général, voir Bibliothèque nationale de France.
data.bnf.fr est une base de données sémantique contenant des données sur les œuvres, les auteurs et les thèmes du catalogue de la Bibliothèque nationale de France (BNF ou BnF).

## Historique
Ce service a été mis en ligne en juillet 2011[réf. souhaitée].

## Description
Le site web data.bnf.fr, intégré au dispositif de diffusion des données ouvertes par les administrations françaises, donne accès aux informations et documents numérisés sur les auteurs, leurs œuvres, leurs publications… en favorisant l'accès aux différentes données issues de sites comme Gallica, et regroupant les descriptifs de différents catalogues de la BnF, dont certains ne sont accessibles que par un portail (dont le Catalogue général et le Catalogue BnF-Archives et manuscrits), leur localisation est ainsi mieux assurée par les moteurs de recherche.
Ce service s'inscrit dans le paysage du Linked Open Data et offre un accès aux données, soit par négociation de contenu, avec notamment une version HTML pour les lecteurs humains et des versions en paquets de données sous divers formats (RDF/XML, RDF/nt, RDF/n3) pour les programmes informatiques, soit en effectuant des requêtes sur le jeu de données en utilisant le langage SPARQL. 

### Sources primaires (BNF)
1. ↑  Présentation générale du projet data.bnf.fr, BnF [PDF].
2. ↑  « Éditeur SPARQL de data.bnf.fr », sur data.bnf.fr (consulté le 24 mai 2025)